# Погост
Пого́ст — гостиний двір, пізніше — сільська громада і адміністративна одиниця у Русі.

## Погост у Русі
Етимологічно, у первісному значенні, погост — це гостиний двір, на якому у часи Русі тимчасово зупинявся князь, духовні особи, а також купці (власне гості).
Гості — верхівка купецтва в період давньоруської держави. Виступали кредиторами князів і феодалів, займалися лихварством, підпорядковуючи собі дрібних торговців. Торгівлю називали «гостьба», а місця торгівлі — «погости».

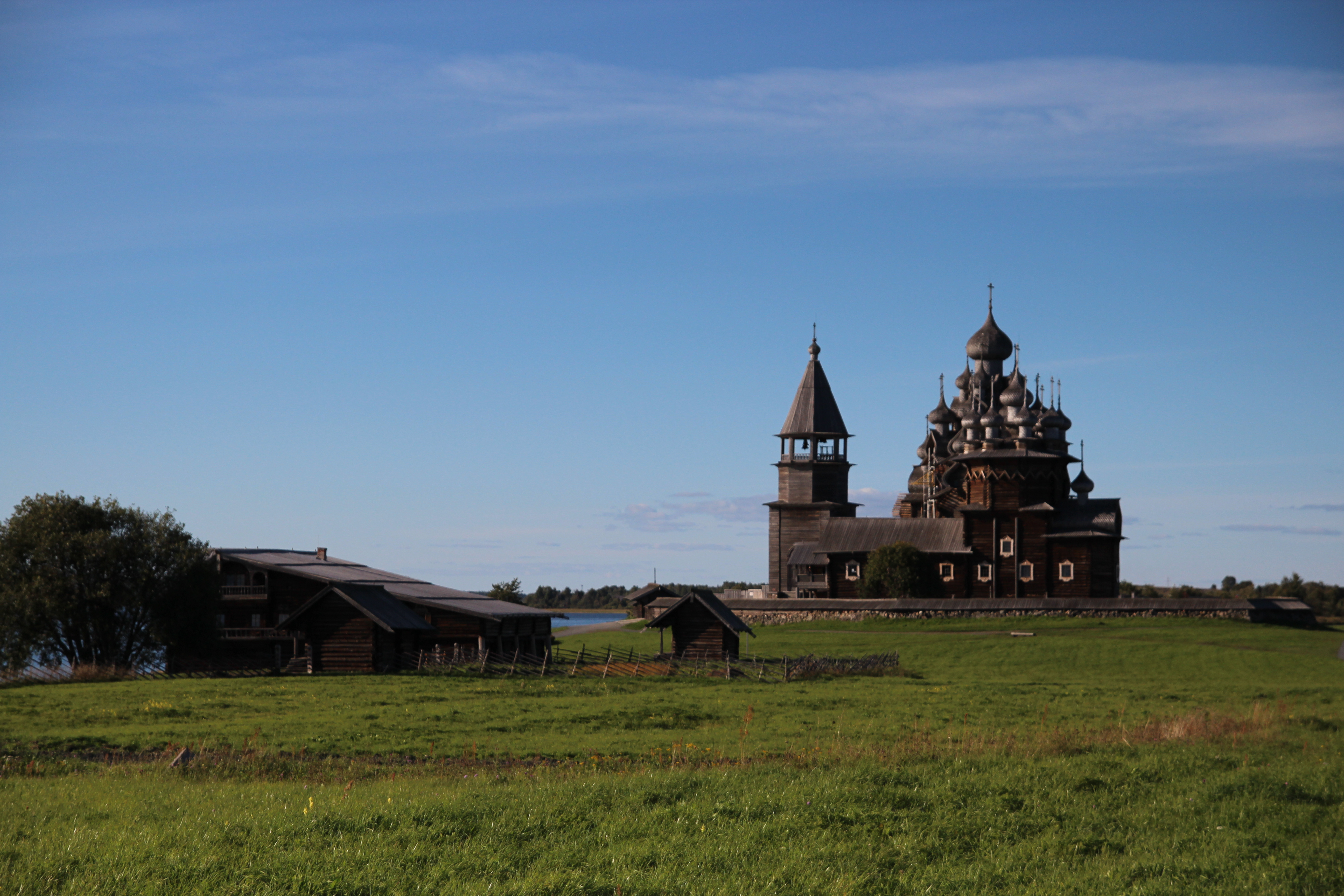
Кижський погост

Пізніше назва «погост» закріплюється за назвою сільської громади та її осередком (церква). А від середини Х століття погости стають адміністративно-територіальними одиницями Русі, що складалися з декількох населених пунктів (аналог сучасних сільських поселень, муніципальних утворень районного рівня в областях), а також населені пункти, які є центрами таких адміністративно-територіальних одиниць.
Вперше адміністративно-територіальний поділ у Київській Русі встановила княгиня Ольга, поділивши Новгородську землю на погости і встановивши для них уроки; цим самим погост асоціювався з місцем зупинки князя та його дружин під час збору урока — погостом (свого роду гостиний двір, від слова погостювати, гостювати). Оскільки після поширення християнства на погостах були побудовані церкви, згодом слово стало означати село — з парафіяльною церквою і кладовищем при ній, що збереглося в назвах багатьох населених пунктів і місць. Також погостом називають центр поселення з церквою і торговим місцем, на якому також проходили спільні святкування. Поділ на погости зберігався на півночі (де не було поміщицького землеволодіння) аж до 1775 року.
На чолі погостів стояла посадова особа, що відповідала за регулярну сплату населенням данини. У ХІ—XIV століттях погости становили кілька десятків або сотень сіл. У них, очевидно, зупинявся князь зі своєю дружиною під час полюддя, а також в ході розгляду судових справ.
Нестор Літописець писав про погости:
| У РІК 6455 [947], пішла Ольга до Новгорода. І встановила вона по [ріці] Мсті погости 1 і данину, і по [ріці] Лузі погости, і данину, і оброки 2. І ловища її є по всій землі, і знаки 3 [її], і місця 4, і погости, і сани її стоять у Пскові й до сьогодні. І по Дніпру [є] перевісища [її], і по Десні, і єсть село її Ольжичі й до сьогодні. |

## Інші значення слова «погост»
- В Україні наприкінці XVII — у XVIII століттях погостами називали незначні поселення російських переселенців-розкольників на території Стародубського полку.
- Адміністративно-територіальна одиниця з назвою «погост» була і в Швеції. Наприклад, на Генеральній карті провінції Інгерманландія, складеній 1678 року Еріком Беннінгом, показана Інгерманландія в її офіційних межах, розділена на адміністративні одиниці — лан (Lahn), погост (Pogost), прихід (Sochn).

### Росія
- На півночі Русі і, зокрема у новоутвореній Московській державі, пізніше у Російській імперії назва «погост» набула значного поширення. Так називали адміністративно-територіальну одиницю — невелике поселення у XV—XVII, а на північному заході — до кінця XVIII століття.
- Починаючи з XVIII століття, слово також використовується в значенні «сільський цвинтар».